# روباه‌های کوچک (فیلم)
روباه‌های کوچک (انگلیسی: The Little Foxes) فیلمی در ژانر درام به کارگردانی ویلیام وایلر است که در سال ۱۹۴۱ منتشر شد. از بازیگران آن می‌توان به بت دیویس، هربرت مارشال، ترزا رایت، و پاتریسیا کالینج اشاره کرد. فیلمنامه نوشته لیلیان هلمن، بر اساس نمایشنامه (روباه‌های کوچک ۱۹۳۹) خود او است. همسر سابق هلمن، آرتور کوبر، و دوروتی پارکر و همسرش آلن کمپل در افزودن صحنه‌ها و گفتگوهایی مشارکت داشتند.